# 池下 (名古屋市)
池下（いけした）は、愛知県名古屋市千種区の地名、または名古屋市営地下鉄池下駅、池下交差点を中心とする地域。現行行政地名は池下町2丁目と池下一丁目及び池下二丁目。住居表示は池下一丁目及び池下二丁目が実施済み、池下町2丁目が未実施。

## 地理
名古屋市千種区中央部に位置し、東は覚王山通・西山元町・堀割町、西は仲田、南は覚王山通・春岡、北は向陽・向陽町・高見に接する。
1960年に地下鉄1号線（東山線）栄町駅 - 池下駅が開業した際、池下車庫が池下町2丁目に設置された。池下車庫廃止後の跡地は愛知厚生年金会館を経て、高層マンション「グランドメゾン池下ザ・タワー」となっている。
池下一・二丁目は、池下駅の西側に広がる商業地域である。

## 歴史

### 町名の由来
旧古井村（のちの千種町）の小字池下からとったもので、かつて1922年まで存在していた蝮池（蝮ヶ池）の西下方であることに由来する。

### 沿革
- 1935年11月5日 - 東区田代町・千種町の各一部より同区池下町が成立[3]。
- 1937年10月1日 - 東区の一部より千種区が新設され、同区所属となる[3]。
- 1945年9月20日 - 田代町の一部を編入。一部が西山元町・向陽町となる[3]。
- 1980年11月23日 - 池下町および覚王山通・高見町・仲田本通の各一部より、池下一・二丁目が成立[3]。

## 世帯数と人口
2019年（平成31年）1月1日現在の世帯数と人口は以下の通りである。
| 町丁・丁目 | 世帯数  | 人口    |
| ---------- | ------- | ------- |
| 池下町     | 413世帯 | 745人   |
| 池下一丁目 | 445世帯 | 661人   |
| 池下二丁目 | 32世帯  | 47人    |
| 計         | 890世帯 | 1,453人 |

## 学区
市立小・中学校に通う場合、学校等は以下の通りとなる。また、公立高等学校に通う場合、学区は以下の通りとなる。
| 町丁・丁目 | 番・番地等 | 小学校               | 中学校               | 高等学校 |
| ---------- | ---------- | -------------------- | -------------------- | -------- |
| 池下町     | 全域       | 名古屋市立高見小学校 | 名古屋市立若水中学校 | 尾張学区 |
| 池下一丁目 | 全域       | 名古屋市立高見小学校 | 名古屋市立若水中学校 | 尾張学区 |
| 池下二丁目 | 全域       | 名古屋市立高見小学校 | 名古屋市立若水中学校 | 尾張学区 |

## 施設

### 池下町
- 愛知国道事務所
- 古川美術館
  - 爲三郎記念館（古川美術館分館）
- グランドメゾン池下ザ・タワー

### 池下一丁目
- 名古屋池下郵便局
- 池下商店街
- 池下本通商店街
- 小津奨学会 名古屋経営会計専門学校

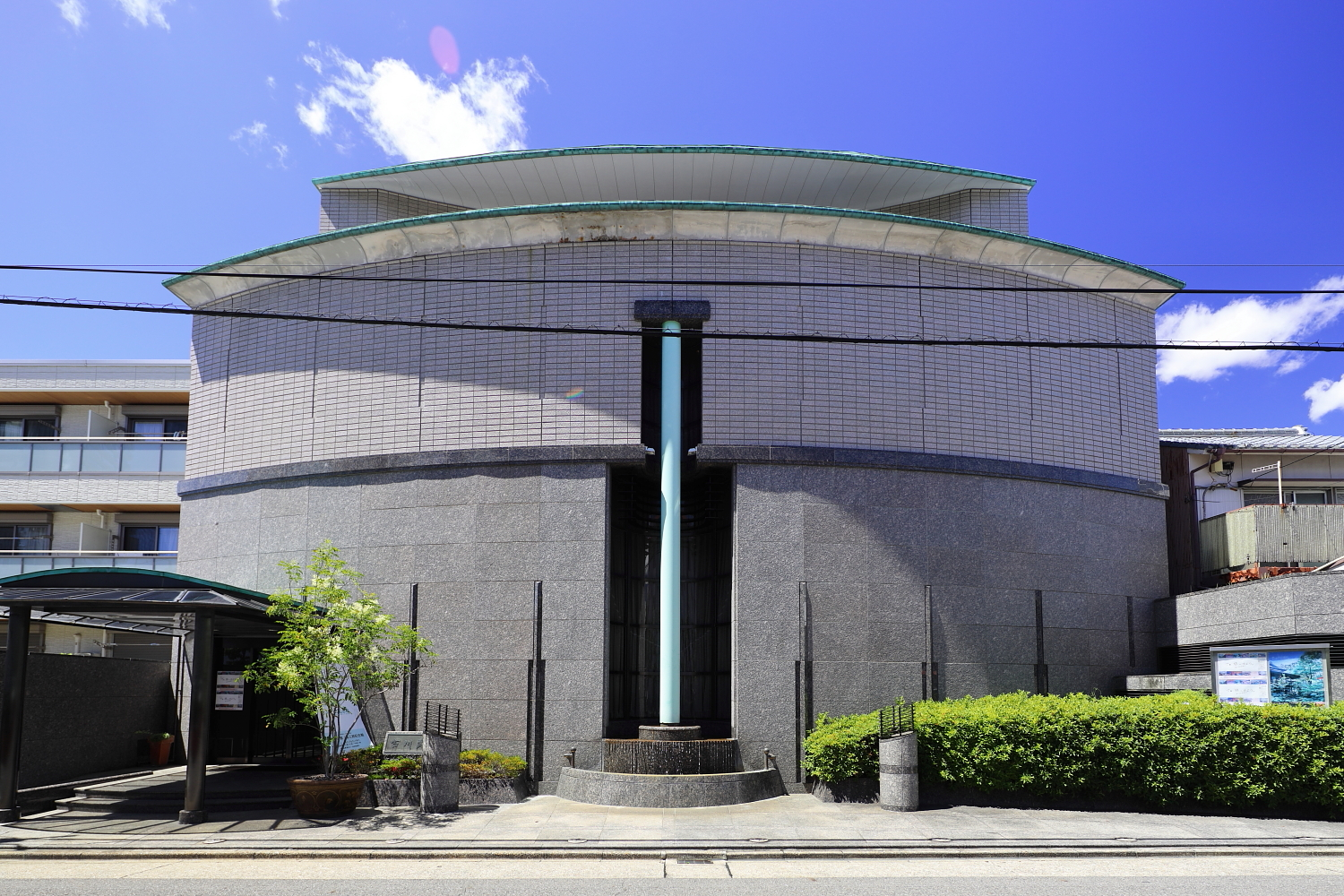
古川美術館
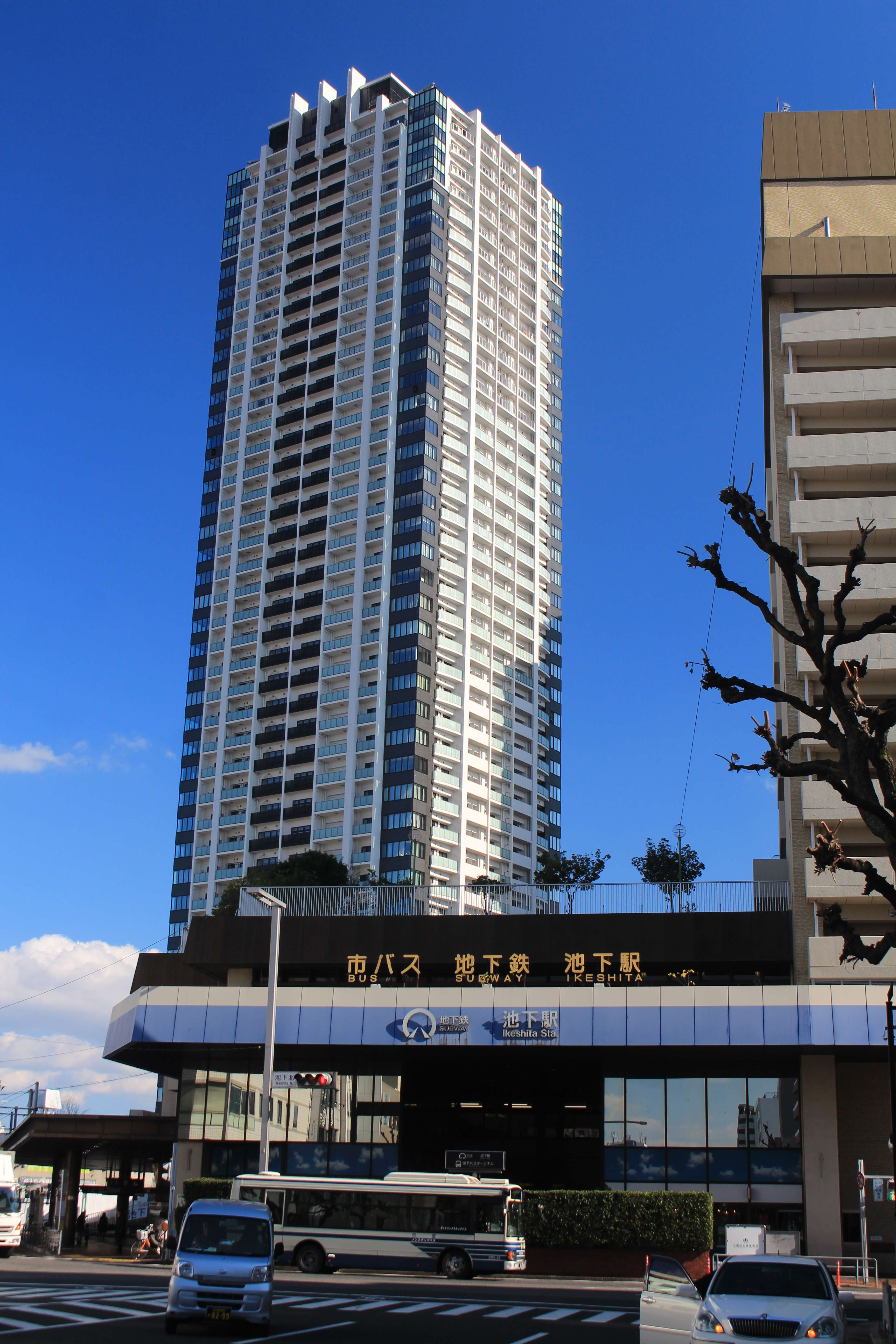
名古屋市営地下鉄池下駅とグランドメゾン池下ザ・タワー

## 交通

### 鉄道
- 名古屋市営地下鉄東山線 池下駅

### 道路
- 広小路通（愛知県道60号名古屋長久手線）
- 錦通

## その他

### 日本郵便
- 集配担当する郵便局は以下の通りである[WEB 8]。

| 町丁   | 郵便番号 | 郵便局     |
| ------ | -------- | ---------- |
| 池下   | 464-0067 | 千種郵便局 |
| 池下町 | 464-0066 | 千種郵便局 |

### WEB
1. 1 2 3  “町・丁目(大字)別、年齢(10歳階級)別公簿人口(全市・区別)”.   名古屋市 (2019年1月23日). 2019年1月23日閲覧。
2. 1 2  “郵便番号”.  日本郵便. 2019年1月6日閲覧。
3. 1 2  “市外局番の一覧”.   総務省. 2019年1月6日閲覧。
4. 1 2  “郵便番号”.  日本郵便. 2019年1月6日閲覧。
5. ↑  “千種区の町名一覧”.   名古屋市 (2015年10月21日). 2019年1月12日閲覧。
6. ↑  “市立小・中学校の通学区域一覧”.   名古屋市 (2018年11月10日). 2019年1月14日閲覧。
7. ↑  “平成29年度以降の愛知県公立高等学校（全日制課程）入学者選抜における通学区域並びに群及びグループ分け案について”.   愛知県教育委員会 (2015年2月16日). 2019年1月14日閲覧。
8. ↑  郵便番号簿 平成29年度版 - 日本郵便. 2019年01月06日閲覧 (PDF)

### 書籍
1. 1 2  名古屋市計画局 1992, p. 96.
2. ↑  「角川日本地名大辞典」編纂委員会 1989, p. 133.
3. 1 2 3 4  名古屋市計画局 1992, p. 726.